# 李晛瑞
李晛瑞（1980年1月—），曾誤譯作李炫秀、李贤西 ，出生于朝鲜，脫北者、人權活動家，現於韓國定居並求學。她曾隻身一人逃離北韓，隨後引導家人經由中國大陸和寮國一併逃離。因2013年2月在TED大會演講而知名，其遭遇和呼籲引起了國際社會的關注。

## 早年
李晛瑞于1980年出生于朝鲜惠山市，「在我小的时候，我认为我的国家是世界上最棒的。」李在TED大会上这样解释到，“有首叫做‘我们最幸福’的歌陪伴着我们长大，我觉得十分自豪。在我七岁那年，我第一次见到了公开处决，但我依然觉得我在朝鲜的生活很正常。”由於李晛瑞的家庭出身背景比较优越，“我从来没有体验过饥饿的感觉”，但在90年代的朝鲜饥荒过后，她见证了许多痛苦和死亡。
1995年的一天，李晛瑞的妈妈带回家一封从她同事的姐妹那里寄来的信，上面写道“当你读到这封信时，我们一家五口已经离开人世了，因为我们已经连续两周没有吃东西了......我们现在一起躺在地板上，身体虚弱，准备等死。”李母用意在於使李氏姊弟了解自身處境已算得來不易。不久之后，李“在火车站看到另一幕令人震惊的景象，一个奄奄一息的女人躺在地上，怀里抱着一个虚弱的孩子，孩子望着他母亲的脸，但是没有人帮助他们，因为大家连自己和家人都无法顾全。”

## 逃亡生涯

### 中国
1997年，李晛瑞趁鸭绿江结冰独自跨越边境，前往中国与表伯一起居住，但她被视为非法移民。有一天，在有人指控她为朝鲜人后，她被中国警察带走审问，警察测试了她的汉语能力，并且问了她很多问题。幸运的是，李最终被释放。

### 韩国
在中国隐姓埋名十年后，李晛瑞决定冒险去韩国。2008年1月，李到达韩国仁川国际机场，她进入移民局，说明了她朝鲜难民的身份，她“很快被领进了另一个房间”，那里的工作人员检查了她的文件，询问她是否实际上是中国人，并且告诉她如果她违反韩国法律，她将被关押并被遣返回中国。
“如果中国政府知道我本来就不是中国公民的话，我会被监禁、罚款，然后再次被遣返回朝鲜。”李要求他们联系国家情报院，三小时后，她被送往首尔市中心。
在韩国，李开始准备大学入学考试，并完成了一系列课程，随后被赠予一套房子。“刚开始我感到既害怕又兴奋，但要定居下来比我想象中的要更具挑战性，同时我意识到韩国与朝鲜之间存在巨大的差异，尽管我们表面上都是朝鲜族人，但是由于63年的分裂，我们的内在已经变得非常不同了。”
李也经受了反朝鲜的偏见，有时她认为“回到中国的生活会比现在要容易的多”。经过“一年混乱与无序的生活”，她终于找到了新生活的意义。

### 家人逃亡
在李晛瑞适应韩国的新生活不久后，她接到一个电话，称朝鲜警方拦截了她寄回家的钱款。作为惩罚，她的家人将被强制搬到农村的偏远地区。于是李开始计划帮他们脱逃，她坐飞机回到中国，然后前往中朝边境，帮助她的家人越过边境进入中国。
因为她的家人不懂中文，所以李帮助他们在中国穿越两千多公里进入东南亚，有好几次差点被抓住。有一次他们坐的车被拦下，一个中国警官上了车，李告诉他，“这几位是聋哑人，我是他们的监护人”，最终警官让其通过。
在老挝边境，李贿赂边境人员要求带她的家人越过边境，去老挝首都万象的韩国使馆。在乘飞机回到韩国途中，她接到消息称她的家人因为非法入境被逮捕。于是李重新前往老挝，在那里支付了贿赂和罚款，一个月之后李的家人被释放。但之后她的家人在万象再次被捕。“监狱离韩国大使馆并不远”，李来回于移民局和警察局将近50天，“绝望地努力着，希望能把他们救出来，但我已经没有足够的钱来支付贿赂了，我感到心灰意冷。”在这时，一个陌生人问她“怎么了？”，她用蹩脚的英语加上字典解释了她的情况，于是“那个人走向ATM机，为我的家人及另外两个朝鲜人支付了出狱剩余的所有费用。”当李问道，“你为什么要帮助我？”他回答，“我并不是在帮助你，我是在帮助朝鲜的人民”。李认为那是“我人生中具有象征意义的一个时刻，那个陌生人象征着我以及其他朝鲜人最需要的希望，他使我明白陌生人的善意和国际社会的支持是我们朝鲜人需要的希望之光。”
她后来说，这次相遇标志着“我的世界观发生了变化，我意识到这个世界上仍然有许多善良的人，也明白了生命是多么的宝贵”，在经过漫长的旅行后，李晛瑞和她的媽媽和弟弟最终在韩国团聚。

## 近期生活
2011年，李晛瑞写到学习英语是为了“打开我的前途”，并指出朝鲜人在就业市场上“缺乏英语能力是一种障碍”。在中国，她倾注了大量时间来学习汉语，但“从来没有想过在韩国会在语言上遇到这么大的压力”。她也曾做过兼职，上过不同学校的课程，并获得了工作所需要的证明。同年，李考入韩国外国语大学（特殊录取）。她选择语言学科作为她的必修是希望她能参与与中国不断增长的贸易工作。
李提到她也作为一个学生记者一起和韩国大学生为韩国统一部工作，她写了关于朝韩关系以及统一的可能性的文章。此外，她还是英国驻韩国使馆倡议的‘英语未来’计划的50名脱北大学生之一，李说“这有助于我的英语学习”。
李晛瑞同样也做志愿者工作，“出于我来韩国后受到别人帮助后的感激之情，我希望回报给其他需要帮助的人”。截至2014年5月，李仍就读于韩国外国语大学，作为统一部的学生记者工作。

### 人权活动
2013年2月，李晛瑞在洛杉矶长滩的TED大会上讲述她的经历，她的演讲在YouTube点击量已超过1200万。
2013年5月，李出现在一个澳大利亚电视节目中，并与2009年在老挝万象帮助过他的澳大利亚人迪克·斯托尔普重聚。“我非常开心”李说，“他说，‘我不是一个英雄’，但我告诉他他是一个当代英雄。”斯托尔普说：“你给别人一点帮助，并帮到其他人，你认为，‘那很棒，那是好事情。’......我帮助的人现在仍在做善事，我内心会感到‘嘿！我帮这位女士走出阴霾，改变了她的生活。'”李目前已经接受了许多世界各国电视、电台包括BBC，CNN，CBS News的采访。
2014年5月，李晛瑞在奥斯陆自由论坛发表演讲 。
2016年3月，李晛瑞在北京老书虫国际文学节上讲述了自己的故事，这是少有的脱北者在中国大陆的公开演讲。

## 作品
回忆录：《擁有七個名字的女孩：一個北韩叛逃者的真實故事》 ，愛米粒出版有限公司，2015年，ISBN 9789869193818。

## 外部連結
- （英文）官方网站
- （英文）李晛瑞在TED的演讲 （页面存档备份，存于）
- （英文）李晛瑞的Facebook專頁
- （简体中文）李晛瑞的新浪微博